# Hangaslampi (sjö i Finland)
Hangaslampi är en sjö i Finland. Den ligger i kommunen Kittilä i landskapet Lappland, i den norra delen av landet, 800 km norr om huvudstaden Helsingfors. Hangaslampi ligger 185,5 meter över havet. Arean är 8,2 hektar och strandlinjen är 1,18 kilometer lång. Sjön  ingår i Kemi älvs huvudavrinningsområde. 